# Jerome Kagan
Jerome Kagan   (Newark, 25 de febrer de 1929 - Chapel Hill, 10 de maig de 2021) va ser un psicòleg estatunidenc famós per les seves aportacions a la formació de la personalitat, per les quals ha estat catalogat entre els psicòlegs més importants del segle xx.
Destaca el component biològic de certs trets del caràcter, que sorgeixen a la infància i es mantenen al llarg del temps, així com la capacitat d'adaptació dels nens a circumstàncies adverses (el que més tard formaria part del concepte de resiliència). Va fer recerca sobre la intraversió en les persones de diferents cultures i com aquesta afecta a la conducta general. Aquesta sorgiria de la por infantil, en les seves diverses manifestacions.